# Alia Mundi (magazin za kulturnu raznolikost)
Alia Mundi je štampani magazin za kulturnu raznolikost pokrenut krajem 2016. godine u Beogradu. Osnivač i glavni i odgovorni urednik je dr Ana Stjelja.
Magazin Alia Mundi predstavlja regionalni projekat koji ima tendenciju jačanja kulturnog mosta između naroda na ex-YU prostorima, kao i predstavljanje nekih manje poznatih elemenata svetske kulturne baštine, odnosno kulture, tradicije i običaja raznih naroda sveta.
Magazin Alia Mundi ima svoju misiju, a to je širenje i promovisanje ideje kulturne raznolikosti koju na globalnom nivou predstavlja UNESCO.
Kroz sedam rubrika: АМ predstavlja, AM intervju, Globtroteri, Kultura Umetnost Religija, Tragom srpske kulturne baštine, Globus, Kulturni kaleidoskop i Kapija Balkana, čitaoci će imati priliku da se upoznaju sa, kako institucijama, tako i pojedincima koji su dali značajan doprinos širenju ideje kulturne raznolikosti, bilo kroz kulturne, umetničke, književne ili naučne aktivnosti. U magazinu će biti predstavljeni, kako istaknuti savremenici, tako i znamenite ličnosti srpske i svetske istorije koje su svojim radom utrle put ideji kulturne raznolikosti, tako se ujedno boreći protiv ksenofobije i raznih predrasuda vezanih za druge i drugačije. Takođe, magazin će nastojati da predstavi dela iz oblasti kulture i umetnosti koja su na tragu ideje o kulturnoj raznolikosti ali i da čitaoce povede u razne delove sveta kroz putopisne tekstove istorijski znamenitih ali i modernih globtrotera. Osim glavnih rubrika, magazin sadrži i rubriku pod nazivom Tragom naslovnice u kojoj predstavlja umetničko ostvarenje/umetnika/umetnost koja krasi naslovnicu magazina. Takođe, magazin sadrži i rubriku Memento u kojoj daje kratko podsećanje na neki značajan jubilej vezan za znamenite ličnosti iz oblasti kulture, književnosti i umetnosti.Osim ove dve rubrike, magazin sadrži i rubriku Promo u kojoj predstavlja značajne kulturne događaje, projekte i manifestacije...
Magazin Alia Mundi prevashodno želi da doprinese širenju svesti o kulturnoj raznolikosti, te da pokaže da je svet onoliko bogat koliko različitih kultura neguje, te da treba da  ude ujedinjen u svojoj kulturnoj raznolikosti i multikulturalnosti. 
Projekat pokretanja magazina Alia Mundi kandidat je za Nagradu grada Beograda za 2017. godinu.

Moto magazina je:
Ceo svet, ujedinjen u svojoj različitosti

## Periodičnost izlaženja
Alia Mundi magazin izlazi tri puta godišnje: januar-april/maj-avgust/septembar-decembar.

## Teme
Magazin Alia Mundi objavljuje tekstove iz oblasti kulture, umetnosti, religije, s posebnim naglaskom na srpsku i svetsku kulturnu baštinu. Posebnu pažnju, magazin posvećuje manjinama (poput romske)i predstavljanju udruženja, društava i organizacija koje neguju kulturnu baštinu.
Rubrike magazina Alia Mundi:
- Tragom naslovnice
- AM predstavlja
- AM intervju
- Globtroteri
- Kultura Umetnost Religija
- Tragom srpske kulturne baštine
- Globus
- AM Kulturni kaleidoskop
- Kapija Balkana
- Promo
- Memento

## Spoljašnje veze
- „Digitalno izdanje magazina”. Архивирано на веб-сајту  (13. април 2017), Magazin Alia Mundi za kulturnu raznolikost
- UNS: Vest o prvom broju magazina Alia Mundi
- „Novinska agencija Beta: Vest o pokretanju magazina Alia Mundi”. Архивирано на веб-сајту  (13. април 2017)
- Portal TJEDNO.HR: Vest o pokretanju magazina Alia Mundi
- DIOGEN pro kultura magazin: Vest o pokretanju magazina Alia Mundi